# Pancho Segura
Pour les articles homonymes, voir Segura (homonymie) et Cano.
Francisco Olegario Segura-Cano, dit Pancho Segura, né le 20 juin 1921 à Guayaquil (Équateur) et mort le 18 novembre 2017 à Carlsbad en Californie,, est un champion de tennis amateur puis professionnel des années 1940 à 1960, équatorien puis américain.
De petite taille (1,68 m), il avait des jambes bancales à la suite du rachitisme dont il a souffert dans son enfance. Il a compensé ce désavantage par un jeu de jambes extrêmement rapide et un coup droit à deux mains dévastateur que Jack Kramer considérait comme « le meilleur coup jamais produit dans le tennis ». Joueur très populaire et charismatique, doté d'un tempérament extraordinaire, il faisait preuve d'une vitalité et vivacité d'esprit.
Il est principalement connu pour ses succès sur le circuit professionnel dont il devient le meilleur joueur en 1950. Il a aussi été le mentor et entraîneur de Jimmy Connors jusqu'en 1974.
Pancho Segura est membre de l'International Tennis Hall of Fame depuis 1984.

## Biographie

### Carrière
Issu d'une famille pauvre, Pancho Segura découvre le tennis au Tenis Club de Guayaquil où son père travaille. Il jouait alors son coup droit à deux mains pour compenser son manque de force car les raquettes étaient trop grandes pour sa taille.
Pancho Segura fait ses débuts en compétition internationale à l'occasion des Jeux bolivariens de 1938 où il remporte le tournoi en simple. En 1939, il s'impose à River Plate, atteint la finale des Championnats d'Argentine et décroche la médaille d'or des Championnats sud-américains. Il se rend aux États-Unis en 1940 sur invitation d'Elwood Cooke. Il est recruté par Gardnar Mulloy de l'Université de Miami qui lui offre une bourse et il remporte le Championnat Universitaire NCAA à trois reprises (1943, 1944, 1945). C'est à cette période qu'il connaît ses principaux succès en amateur. Il atteint en effet quatre demi-finales consécutives à l'US Open (1942-1945), une finale en double (1944) et deux en double mixte (1943, 1947). Le tournoi était cependant relativement dévalué en l'absence de joueurs étrangers de premier plan. Il compte aussi à son palmarès une vingtaine de tournois remportés principalement aux États-Unis comme à Cincinnati et au New Jersey (où il bat en finale Ladislav Hecht 6-0, 6-0, 6-0) en 1942, à Rye en 1943, Cincinnati et Long Island en 1944 et à l'US Indoor à New York en 1946. À l'étranger il s'est imposé aux Championnats panaméricains de Mexico en 1943 et 1944, au Queen's en 1946 et à São Paulo en 1947.
Il se rend en Europe pour la première fois en 1946. Il participe à la finale du double messieurs à Roland-Garros avec Enrique Morea, perdue contre Marcel Bernard et Yvon Petra. Sur le gazon de Wimbledon, il s'incline au 3e tour contre Tom Brown et au premier tour l'année suivante.
Fin 1947, il signe un contrat professionnel pour jouer les tournées de Jack Kramer afin de gagner sa vie. Il triomphe à l'US Pro en 1950, 1951 et 1952 et simple et en 1948, 1955 et 1958 en double. Ces trois titres font de lui le meilleur joueur de tennis professionnel de l'époque. Il s'impose à deux reprises contre son plus grand rival Pancho Gonzales qui prendra sa revanche en finale trois autres fois entre 1955 et 1957. Il remporte également à trois occasions les Championnats du Monde en simple (1950, 1951, 1957) et deux fois en double (1948, 1949). En 1951, il devient pour la seconde année consécutive Champion des États-Unis en dominant Pancho Gonzales.
En 1959, il annonce son intention s'arrêter la compétition, ce qui ne l'empêche pas de continuer à jouer sur le circuit l'année suivante. En 1962, il est nommé entraîneur de l'équipe des États-Unis de Coupe Davis. Il annonce sa retraite en fin d'année à l'issue de la Coupe Kramer (perdue contre l'Australie) afin de pouvoir enseigner le tennis. Il fera néanmoins plusieurs apparitions en tournoi au cours des années 1960 dont une tournée en Europe à l'été 1965. Lors du tournoi de Wimbledon 1968, il remporte un match de double avec Alex Olmedo sur le score de 32-30, 5-7, 6-4, 6-4 en 3 heures 20.

### Après-carrière
Après l'arrêt des tournées professionnelles en 1962, Pancho Segura décide de devenir professeur de tennis à Beverly Hills, spécialement dans le monde du cinéma. Parmi ses élèves figurent Charlton Heston, Barbra Streisand, Kirk Douglas, Lauren Bacall, Janet Leigh, Ava Gardner ou encore Gene Hackman.
En 1966, il fait une apparition dans l'épisode Always on Sunday de la série Jinny de mes rêves avec Larry Hagman.
Il devient le coach de Jimmy Connors en 1968. Il entraîne aussi Arthur Ashe, Billy Martin, ainsi que son fils Spencer Segura, professionnel au milieu des années 1970. En 1971, il s'installe ensuite au La Costa Resort à Carlsbad. En 1993, il remplace Nick Bollettieri en tant qu'entraîneur André Agassi. Leur collaboration ne dure que quelques mois en raison d'une blessure de ce dernier.
Entre 1984 et 1995, il participe annuellement à un tournoi caritatif disputé sur les courts du Tenis Club de Guayaquil portant son nom en présence de nombreuses célébrités parmi lesquelles David Soul, Wayne Rogers, James Coburn, Peter Graves et David Carradine.
Il devient citoyen américain en 1991.
Il meurt le 18 novembre 2017 de complications de la maladie de Parkinson.

## Palmarès (partiel)

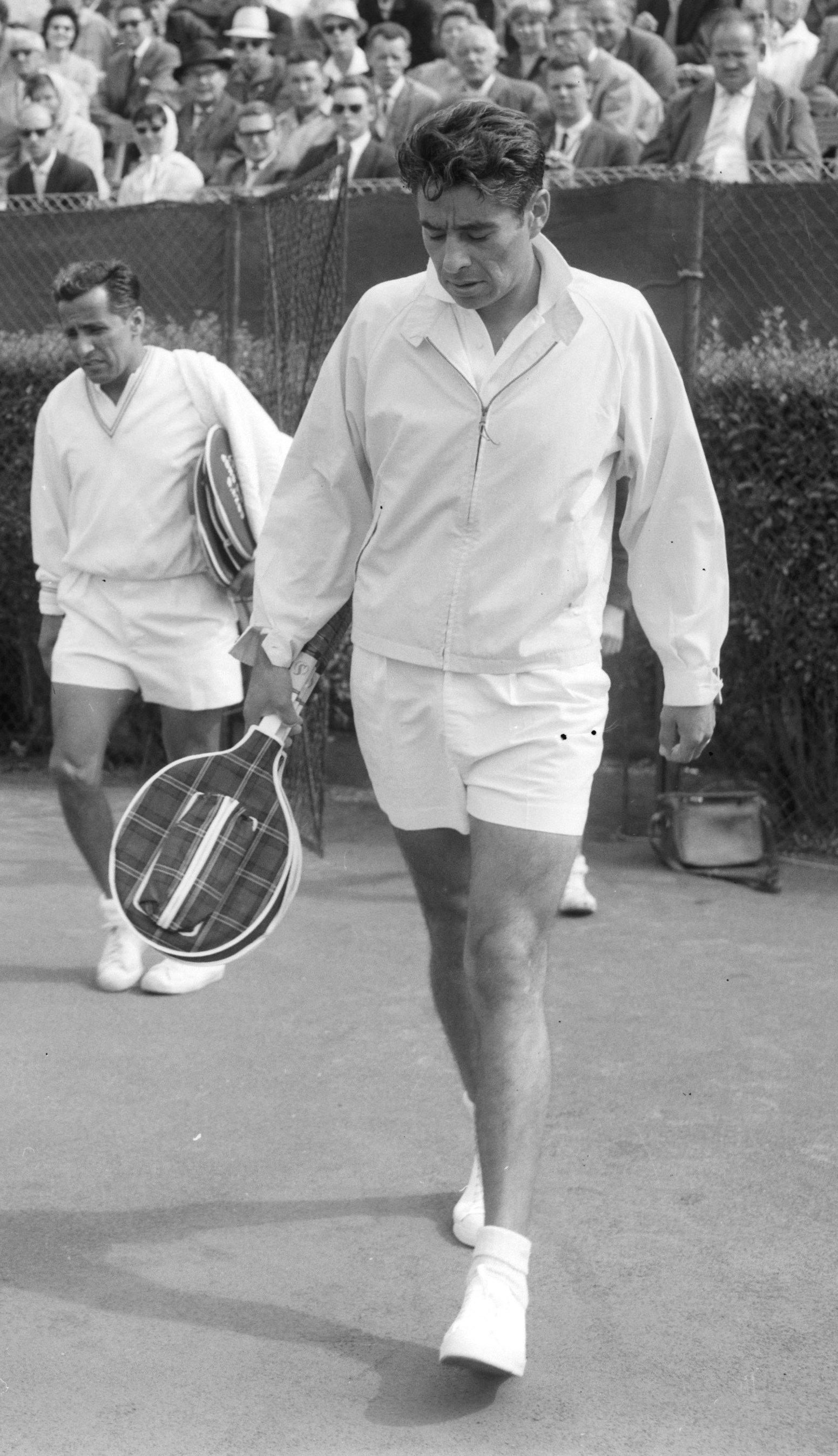
Pancho Segura VS Pancho Gonzales

### Titres en simple messieurs
| No | Date | Nom et lieu du tournoi                       | Catégorie | Surface      | Finaliste       | Score                    |  |
| -- | ---- | -------------------------------------------- | --------- | ------------ | --------------- | ------------------------ |  |
| 1  | 1942 | Tournoi de tennis de Cincinnati, Cincinnati  |           | NC           | Bill Talbert    | 1-6, 6-2, 6-4, 12-10     |  |
| 2  | 1944 | Tournoi de tennis de Cincinnati, Cincinnati  |           | NC           | Bill Talbert    | 9-11, 6-2, 7-5, 2-6, 7-5 |  |
| 3  | 1946 | Tournoi de tennis du Queen's, Londres        |           | Gazon (ext.) | Colin Long      | 6-4, 7-5                 |  |
| 4  | 1950 | Tournoi de tennis US Pro, Cleveland          |           | Terre (int.) | Frank Kovacs    | 6-4, 1-6, 8-6, 4-4, ab.  |  |
| 5  | 1951 | Tournoi de tennis US Pro, Forest Hills       |           | Gazon (ext.) | Pancho Gonzales | NC                       |  |
| 6  | 1952 | Tournoi de tennis US Pro, Lakewood           |           | Dur (int.)   | Pancho Gonzales | NC                       |  |
| 7  | 1952 | Tournoi de tennis US Pro Clay, St. Augustine |           | Terre (ext.) | Bobby Riggs     | 6-1, 7-5, 6-4            |  |

### Finales en simple messieurs
| No | Date       | Nom et lieu du tournoi                            | Catégorie | Surface    | Vainqueur        | Score                            |  |
| -- | ---------- | ------------------------------------------------- | --------- | ---------- | ---------------- | -------------------------------- |  |
| 1  | 1942       | Pacific Southwest Tournament, Los Angeles         |           | NC         | Frank Parker     | 6-4, 6-1, 6-3                    |  |
| 2  | 1943       | Pacific Southwest Tournament, Los Angeles         |           | NC         | Jack Kramer      | 0-6, 6-1, 6-2                    |  |
| 3  | 1945       | Tournoi de tennis de South Orange, South Orange   |           | NC         | Bill Talbert     | 4-6, 6-3, 6-2, 5-7, 6-0          |  |
| 4  | 24-09-1951 | London Indoor Professional Championships, Wembley |           | NC         | Pancho Gonzales  | 6-2, 6-2, 2-6, 6-4               |  |
| 5  | 02-04-1955 | Tournoi de tennis US Pro, Cleveland               |           | Dur (int.) | Pancho Gonzales  | 21-16, 19-21, 21-8, 20-22, 21-19 |  |
| 6  | 07-04-1956 | Tournoi de tennis US Pro, Cleveland               |           | Dur (int.) | Pancho Gonzales  | 21-15, 13-21, 21-14, 22-20       |  |
| 7  | 12-04-1957 | Tournoi de tennis US Pro, Cleveland               |           | Dur (int.) | Pancho Gonzales  | 6-3, 3-6, 7-5                    |  |
| 8  | 23-09-1957 | London Indoor Professional Championships, Wembley |           | NC         | Ken Rosewall     | 1-6, 6-3, 6-4, 3-6, 6-4          |  |
| 9  | 21-09-1959 | London Indoor Professional Championships, Wembley |           | NC         | Malcolm Anderson | 4-6, 6-4, 3-6, 6-3, 8-6          |  |
| 10 | 19-09-1960 | London Indoor Professional Championships, Wembley |           | NC         | Ken Rosewall     | 5-7, 8-6, 6-1, 6-3               |  |
| 11 | 1962       | Tournoi de tennis US Pro, Cleveland               |           | Dur (int.) | Butch Buchholz   | NC                               |  |

### Finales double messieurs
| No | Date       | Nom et lieu du tournoi                 | Catégorie | Surface      | Vainqueurs                 | Partenaire    | Score                    |          |
| -- | ---------- | -------------------------------------- | --------- | ------------ | -------------------------- | ------------- | ------------------------ | -------- |
| 1  | 30-08-1944 | US National Championships Forest Hills | G. Chelem | Gazon (ext.) | Don McNeill Bob Falkenburg | Bill Talbert  | 7-5, 6-4, 3-6, 6-1       | Parcours |
| 2  | 18-07-1946 | Internationaux de France Paris         | G. Chelem | Terre (ext.) | Marcel Bernard Yvon Petra  | Enrique Morea | 7-5, 6-3, 0-6, 1-6, 10-8 | Parcours |

### Finales en double mixte
| No | Date       | Nom et lieu du tournoi                 | Catégorie | Surface      | Vainqueurs                    | Partenaire   | Score     |          |
| -- | ---------- | -------------------------------------- | --------- | ------------ | ----------------------------- | ------------ | --------- | -------- |
| 1  | 01-09-1943 | US National Championships Forest Hills | G. Chelem | Gazon (ext.) | Margaret Osborne Bill Talbert | Pauline Betz | 10-6, 6-4 | Parcours |
| 2  | 06-09-1947 | US National Championships Forest Hills | G. Chelem | Gazon (ext.) | Louise Brough John Bromwich   | Gussy Moran  | 6-3, 6-1  | Parcours |

## Parcours dans les tournois duGrand Chelem

### En simple
| Année | Open d'Australie | Open d'Australie | Internationaux de France | Internationaux de France | Wimbledon       | Wimbledon | US Open        | US Open    |
| ----- | ---------------- | ---------------- | ------------------------ | ------------------------ | --------------- | --------- | -------------- | ---------- |
| 1941  | —                | —                | —                        | —                        | —               | —         | 2e tour (1/32) | B. Grant   |
| 1942  | —                | —                | —                        | —                        | —               | —         | 1/2 finale     | F. Parker  |
| 1943  | —                | —                | —                        | —                        | —               | —         | 1/2 finale     | J. Kramer  |
| 1944  | —                | —                | —                        | —                        | —               | —         | 1/2 finale     | B. Talbert |
| 1945  | —                | —                | —                        | —                        | —               | —         | 1/2 finale     | B. Talbert |
| 1946  | —                | —                | 1/8 de finale            | M. Bernard               | 3e tour (1/16)  | T. Brown  | 1/4 de finale  | G. Mulloy  |
| 1947  | —                | —                | —                        | —                        | 1er tour (1/64) | J. Drobný | 1/4 de finale  | F. Parker  |
| 1968  | —                | —                | —                        | —                        | —               | —         | 3e tour (1/16) | R. Laver   |
| 1970  | —                | —                | —                        | —                        | —               | —         | 2e tour (1/32) | T. Vázquez |

N.B. : à droite du résultat se trouve le nom de l'ultime adversaire.